# ألكسندر آرونسون
ألكسندر آرونسون Alexander Aaronsohn (1888-1948) كاتب صهيوني، من أشهر كتبه «مع الأتراك في فلسطين» حول محنة السكان الذين كانوا يعيشون في فلسطين في ذلك الوقت.
وينتمي إلى عائلة آرونسون، الذي كان لأفرادها أدوارا مؤثرة في الحركة الصهيونية العالمية، وشقيقه آرون آرونسون.